# Liste der Museen in Bonn
Als UN-, Bundes- und Universitätsstadt besitzt Bonn einige der größten Museen und Ausstellungshäuser Deutschlands.

## Museen

### Öffentliche Museen und Sammlungen
|                     | Museum | Typ                                                   | Träger                       | Besucher (2010) |
| ------------------- | --- | ----------------------------------------------------- | ---------------------------- | --------------- |
| Haus der Geschichte | Haus der Geschichte der Bundesrepublik Deutschland | Historisches Museum                                   | Stiftung                     | 900.000         |
| Haus der Geschichte | Kanzlerbungalow der Bundesrepublik Deutschland | Historisches Museum                                   | Stiftung                     | o. Angabe       |
| Museum Koenig       | Zoologisches Forschungsmuseum Alexander Koenig - Zentrum für Taxonomie und Evolutionsforschung - Zentrum für Molekulare Biodiversitätsforschung - Biohistoricum | Naturkundemuseum                                      | Land Nordrhein-Westfalen     | 200.000         |
|                     | Rheinisches Landesmuseum Bonn | Archäologisches, Kunst- und Kulturhistorisches Museum | Landschaftsverband Rheinland | 100.583         |
| Kunstmuseum Bonn    | Kunstmuseum Bonn | Kunstmuseum                                           | Stadt Bonn                   |                 |
|                     | Stadtmuseum Bonn - Ernst-Moritz-Arndt-Haus | Heimatkundemuseum                                     | Stadt Bonn                   |                 |
|                     | Museen und Sammlungen der Universität Bonn - Abguss-Sammlung - Ägyptisches Museum - Akademisches Kunstmuseum – Antikensammlung - Anatomische Sammlung - Arithmeum - BASA-Museum (Bonner Amerikas-Sammlung) - Geologisches Museum - Goldfuß-Museum - Herbarium - Horst-Stoeckel-Museum für die Geschichte der Anästhesiologie - Instrumentensammlung - Kartensammlung - Mineralogisches Museum - Moulagensammlung - Münzsammlung - Papyrussammlung - Zahnmedizinische Sammlung (Gustav-Korkhaus-Sammlung) - Zoologische Sammlung | Kultur- und Naturwissens. Museen und Sammlungen       | Land Nordrhein-Westfalen     |                 |
| Deutsches Museum    | Deutsches Museum Bonn | Technikmuseum                                         |                              | 28.572          |

### Private Museen
|  | Museum                  | Typ                                 | Träger                                            | Besucher (2010) |
|  | ----------------------- | ----------------------------------- | ------------------------------------------------- | --------------- |
|  | Beethoven-Haus          | Kulturgeschichtliches Spezialmuseum | Gemeinnütziger Verein                             |                 |
|  | August-Macke-Haus       | Kulturgeschichtliches Spezialmuseum | Sparkasse KölnBonn                                |                 |
|  | Schumannhaus Bonn       | Kulturgeschichtliches Spezialmuseum |                                                   |                 |
|  | Gedenkstätte Bonn       | Historisches Museum                 |                                                   |                 |
|  | Frauenmuseum            | Kulturgeschichtliches Spezialmuseum | Gemeinnütziger Verein                             |                 |
|  | Rheinisches Malermuseum | Heimatkundemuseum                   |                                                   |                 |
|  | Heimatmuseum Lengsdorf  | Heimatkundemuseum                   |                                                   |                 |
|  | Heimatmuseum Beuel      | Heimatkundemuseum                   | Heimat- und Geschichtsverein Beuel am Rhein e. V. |                 |
|  | Archiv für Philatelie   | Postmuseum                          |                                                   |                 |
|  | Haus der Natur          | Naturkundemuseum                    |                                                   |                 |

Unregelmäßig geöffnete Museen oder nur nach vorheriger Vereinbarung zu besuchen:
- Feuerwehrmuseum
- Haus Stroof
- Stolper Heimatstuben
- Vorzeitmuseum Holzlar

Dazu kommen weitere geschlossene Museen oder Museen mit ehemaligem Sitz bzw. Standort in Bonn.

## Kunst- und Ausstellungshallen

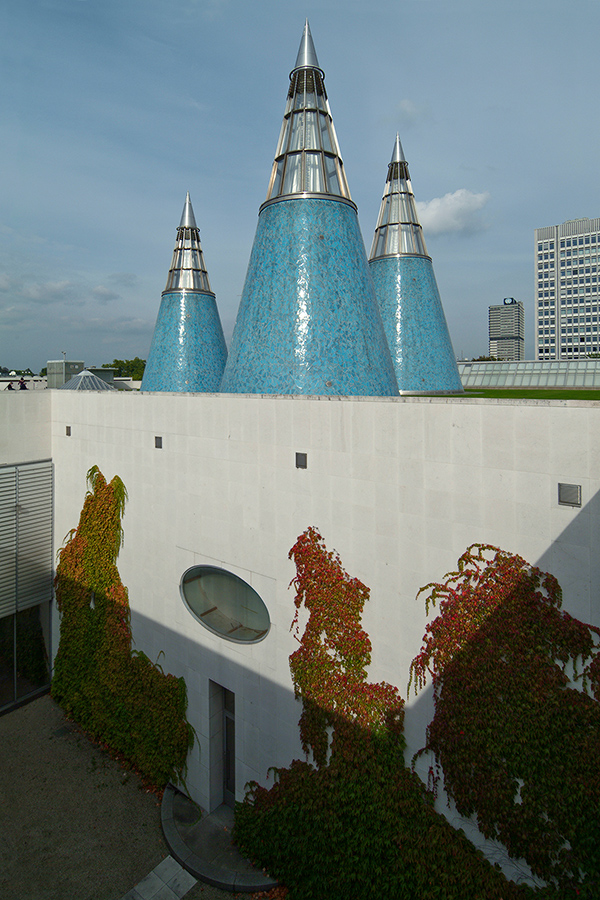
Die Bundeskunsthalle (Bild) gehört zu den größten Kunst- und Ausstellungshallen der Bundesrepublik.

|  | Museum                                                      | Themen                | Träger             | Besucher (2011) |
|  | ----------------------------------------------------------- | --------------------- | ------------------ | --------------- |
|  | Kunst- und Ausstellungshalle der Bundesrepublik Deutschland | Kulturgeschichte      |                    | 700.000         |
|  | Artothek                                                    | Zeitgenössische Kunst | Bonner Kunstverein |                 |